# Črni Potok pri Velikih Laščah
Črni Potok pri Velikih Laščah je razloženo naselje z zaselki v Občini Ribnica. Leži na jugu Velikolaščanske pokrajine, v severnem delu Slemen. 
Na griču pod gozdom v dolini Črnega potoka je gruča hiš »Čeliguje«. Nad njo so na plani pobočni polici »Štangarji«, vmes je na gozdni jasi zaselek »Zevnik«, v katerem je le samotna domačija.